# 양카이원
양카이원(중국어: 杨楷文, 병음: Yang Kaiwen, 한자음: 양해문, 1997년 1월 28일 ~ )은 중화인민공화국의 바둑 기사이다. 산둥성 지난시 출신으로 중국기원 소속의 9단이다.

## 경력
산둥성 지난시에서 태어났다. 2010년 프로바둑에 입단했고 2012년 제12회 이광배 16강에 진출했다. 2014년 중국 갑조리그에 참여했고, 제5회 취저우 난가배에서 8강에 올랐다. 2015-2016년 제2회 Mlily 몽백합배 세계바둑오픈과 2015년 이민배 세계바둑신예최강전에서 각각 32강에 진출했다. 2018년 6단을 겨쳐 2019년 7단으로 승단했다.